# Blandaç
Blandaç (en francès Blandas) és un municipi francès situat al departament del Gard i a la regió d'Occitània.